# Novo Čiče
Novo Čiče je vesnice v Chorvatsku v Záhřebské župě, spadající pod opčinu města Velika Gorica. V roce 2011 zde žilo 1 262 obyvatel. Nachází se asi 3 km východně od Veliké Goricy a 18 km jihovýchodně od Záhřebu.
Městem procházejí silnice 3041 a 3113. U Novo Čiče se nachází jezera Ježevo a Čiče. Poblíže Novo Čiče se nachází vesnice Donje Podotočje, Gornje Podotočje, Jagodno, Lazina Čička, Staro Čiče, Vukovina a město Velika Gorica. U města protékají potoky Siget a Želin, které se vlévají do řeky Odry. Nedaleko Novo Čiče prochází kanál Sáva-Odra.